# Welcome to New York
Welcome to New York ist ein französisch-US-amerikanisches Filmdrama aus dem Jahr 2014. Der Film basiert auf der Affäre von Dominique Strauss-Kahn.

## Handlung
In New York ist der französische Geschäftsmann, Mr. Devereaux, ein Perverser und Frauenheld, der mit Frauen beim Gruppensex feiert und daran teilnimmt. Als er versucht eine Angestellte in seinem Hotelzimmer zu vergewaltigen, zeigt die Frau ihn bei der Polizei an. Devereaux wird verhaftet, was auch das Leben seiner Frau Simone beeinflusst.

## Hintergrund
Der Film wurde am 17. Mai 2014 von VOD im Internet veröffentlicht, da dieser bei den Filmfestspielen 2014 in Cannes keinen Platz in der offiziellen Auswahl fand, der für den Kinoverleih in Frankreich aufgenommen wurde. Der Film wurde von den französischen Medien selbst zensiert, u. a. von Vincent Maraval, einer der Produzenten.

## Besetzung und Synchronisation
Die Synchronisation entstand unter der Leitung von Metz-Neun Synchron Studio- und Verlags GmbH. Aufgrund der hohen Stimmenähnlichkeit zu Manfred Lehmann wurde auf Depardieu Torsten Münchow besetzt.
| Schauspieler       | Rolle                    | Deutsche Synchronstimme |
| ------------------ | ------------------------ | ----------------------- |
| Gérard Depardieu   | Mr. Devereaux            | Torsten Münchow         |
| Jacqueline Bisset  | Simone Devereaux         | Dagmar Dempe            |
| Paul Calderon      | Pierre                   | Michael-Che Koch        |
| Paul Hipp          | Guy                      | Erik Borner             |
| Maria Di Angelis   | Stewardess               | Carolin Sophie Göbel    |
| Shanyn Leigh       | Journalistin             | Annette Potempa         |
| Ilinca Kiss        | Concierge                | Denise Monteiro         |
| James Heaphy       | Detective Fitzgerald     | Gordon Piedesack        |
| Brett G. Smith     | Detective                | Richard van Weyden      |
| José Ramón Rosario | Detective Rosario        | Martin L. Schäfer       |
| JD Taylor          | Josh                     | René Dawn-Claude        |
| Bryan McCabe       | Port Authority Detective | David Schulze           |
| Lucy Campbell      | Roxanne                  | Sabina Godec            |

## Kritiken
Nach der Veröffentlichung – bei gemischten Kritiken, die von hohem Lob bis hin zu völligem Ekel reichten – sagte Strauss-Kahn, dass er wegen Verleumdung klagen werde. Sein Anwalt beschwerte sich auch darüber, dass der Film seine damalige Frau Anne Sinclair als antisemitisch darstelle.
Ferrara behauptete in einer Reihe von Interviews mit Indiewire, The Hollywood Reporter und anderen Zeitungen zwischen September 2014 und März 2015, dass sein Verleiher Vincent Maraval von Wild Bunch eine nicht autorisierte Version des Filmes mit R-Rating an IFC Films für den Vertrieb in den USA verkauft habe; der R-Rating-Schnitt sei bereits auf Blu-ray und VOD in verschiedenen europäischen Ländern veröffentlicht worden. Maraval antwortete daraufhin, dass Ferrara sich auf die Kürzung mit dem R-Rating geeinigt habe, um mehr Mittel für den Film zu erhalten, und auch vertraglich zugestimmt habe die endgültige Kürzung der Version mit dem R-Rating zu verlieren, wenn er diese nicht bis zu einem bestimmten Zeitpunkt geliefert habe. Ferrara legte dann seine Absicht in einer Unterlassungserklärung an Maraval und die IFC dar, die ihre eigene Erklärung herausgaben, in der sie auch behaupteten, dass sie Ferrara die Möglichkeit gegeben hätten, seinen eigenen Schnitt mit der Note R für Theateraufführungen in den USA zu liefern, was er ablehnte. Ab dem 27. März wurde der R-bewertete Schnitt nur in einem amerikanischen Theater – dem Roxie in San Francisco – gezeigt, obwohl er in den USA auf VOD erhältlich wurde. Die IFC beabsichtigte, den Film in weiteren Kinos zu zeigen.